# 崔成国 (演员)
崔成国（최성국，1970年12月2日—），毕业于首尔艺术大学，韩国男演员。曾出演过《金馆长对金馆长对金馆长》、《色即是空》、《惡作劇之吻》等影视作品。
在电影《金馆长对金馆长对金馆长》中大笑的镜头被中国大陆网友广泛用于表情包。